# Szelągowo
Szelągowo (dawniej niem. Schillings) – osada leśna na Warmii w Polsce położona w województwie warmińsko-mazurskim, w powiecie olsztyńskim, w gminie Jonkowo. Miejscowość wchodzi w skład sołectwa Wrzesina.
W latach 1975–1998 miejscowość administracyjnie należała do województwa olsztyńskiego.
W 2019 we wsi mieściły się dwa domy.